# Bulgaars voetbalkampioenschap 1938/39
In 1938/39 werd het zestiende Bulgaarse voetbalkampioenschap gespeeld.  

## Eindstand
| Plaats | Club                  | Wed. | W  | G | V  | Saldo | Ptn. |
| ------ | --------------------- | ---- | -- | - | -- | ----- | ---- |
| 1.     | Slavia Sofia          | 18   | 11 | 1 | 6  | 30:25 | 23   |
| 2.     | Vladislav Varna       | 18   | 9  | 4 | 5  | 26:15 | 22   |
| 3.     | SK Titsja Varna       | 18   | 9  | 4 | 5  | 18:18 | 22   |
| 4.     | AS 23 Sofia           | 18   | 10 | 1 | 7  | 38:25 | 21   |
| 5.     | Sporklub Plovdiv      | 18   | 8  | 4 | 6  | 28:21 | 20   |
| 6.     | Levski Sofia          | 18   | 8  | 2 | 8  | 29:25 | 18   |
| 7.     | Levski Roese          | 18   | 6  | 6 | 6  | 28:25 | 18   |
| 8.     | FK 13 Sofia           | 18   | 6  | 5 | 7  | 28:27 | 17   |
| 9.     | Sjipka Sofia*         | 18   | 6  | 3 | 9  | 28:28 | 15   |
| 10.    | Tsjernomorets Boergas | 18   | 0  | 4 | 14 | 17:61 | 4    |

|  | Kampioen   |
|  | Degradatie |

- Zij wonnen de Beker van de Tsaar, en mochten in de hoogste klasse blijven spelen, hierdoor is er maar een promovendus.

## Kampioen
| Bulgaars staatskampioen 1938/39  |
| Bulgarije                        |
| -------------------------------- |
| Slavia Sofia Kampioen (4° titel) |